# Pick City
Pick City és una població dels Estats Units a l'estat de Dakota del Nord. Segons el cens del 2000 tenia 166 habitants.

## Demografia
Segons el cens del 2000, Pick City tenia 166 habitants, 72 habitatges, i 51 famílies. La densitat de població era de 377 hab./km².
Dels 72 habitatges en un 25% hi vivien nens de menys de 18 anys, en un 62,5% hi vivien parelles casades, en un 4,2% dones solteres, i en un 27,8% no eren unitats familiars. En el 26,4% dels habitatges hi vivien persones soles l'11,1% de les quals corresponia a persones de 65 anys o més que vivien soles. El nombre mitjà de persones vivint en cada habitatge era de 2,31 i el nombre mitjà de persones que vivien en cada família era de 2,75.
Per edats la població es repartia de la següent manera: un 22,3% tenia menys de 18 anys, un 6% entre 18 i 24, un 24,7% entre 25 i 44, un 30,7% de 45 a 60 i un 16,3% 65 anys o més.
L'edat mediana era de 42 anys. Per cada 100 dones de 18 o més anys hi havia 101,6 homes.
La renda mediana per habitatge era de 36.563 $ i la renda mediana per família de 37.750 $. Els homes tenien una renda mediana de 36.250 $ mentre que les dones 18.750 $. La renda per capita de la població era de 16.077 $. Entorn del 8,8% de les famílies i el 9% de la població estaven per davall del llindar de pobresa.

## Poblacions més properes
El següent diagrama mostra les poblacions més properes.